# 利柏勒爾鎮區 (愛荷華州萊昂縣)
利柏勒爾鎮區（英語：Liberal Township）是位於美國愛荷華州萊昂縣的一個行政鎮區。

## 地方資料
根據2010年美國人口普查的數據，利柏勒爾鎮區的面積為92.21平方千米，當中陸地面積為92.20平方千米，而水域面積為0.01平方千米。當地共有人口385人，而人口密度為每平方千米4.18人。